# Beondegi

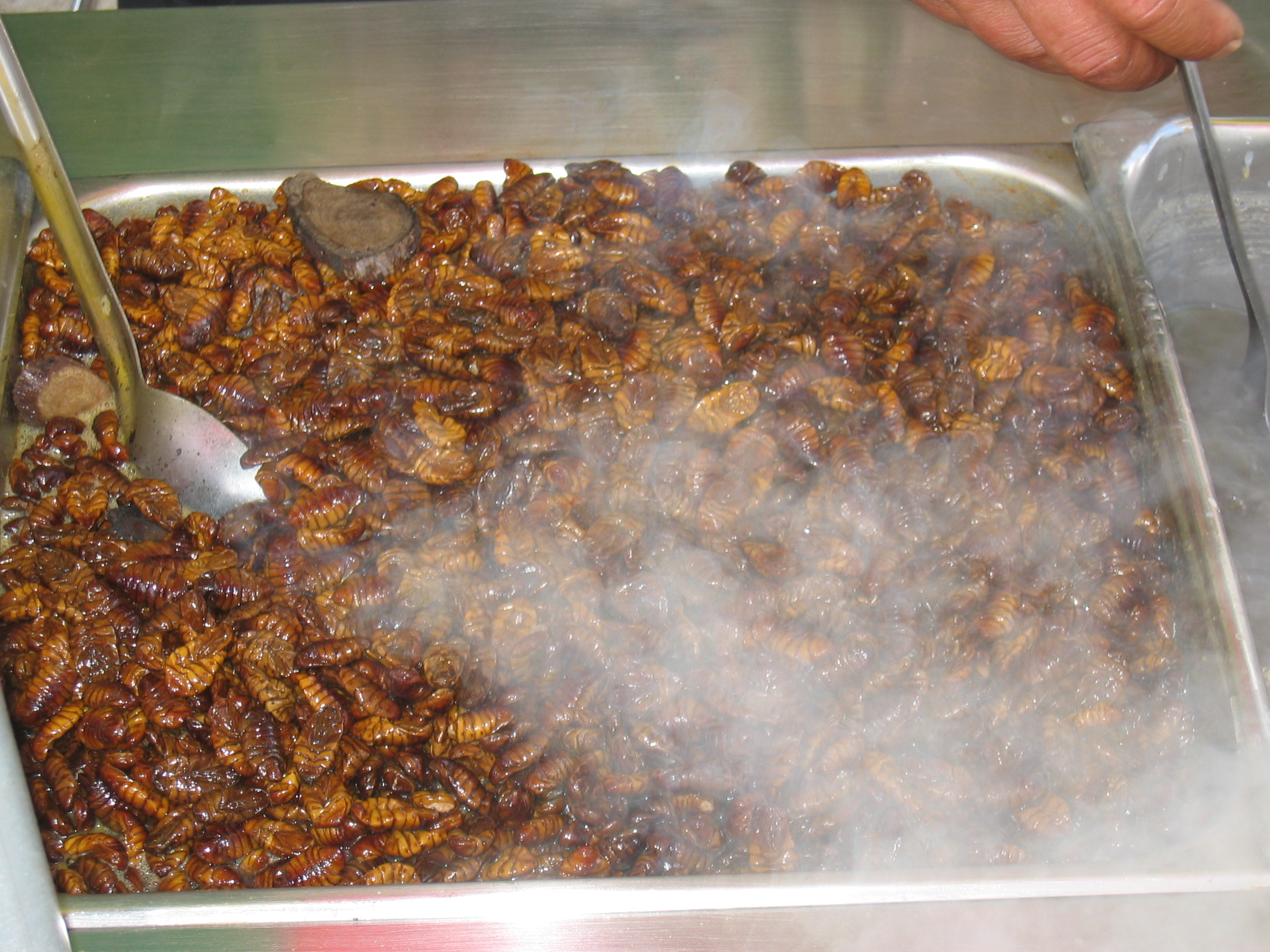
Beondegi vendus dans la rue en Corée du Sud.

Les beondegi (번데기 ; littéralement : « chrysalides », « pupes ») sont un en-cas populaire de la cuisine coréenne, composé de chrysalides de ver à soie cuites à la vapeur ou bouillies, assaisonnées et mangées comme hors-d'œuvre.
Les beondegi sont servis par des vendeurs de rue, dans les restaurants ou les débits de boissons. On les trouve vendus en boite de conserve dans à peu près n'importe quelle épicerie ou magasin de proximité.

## Galerie

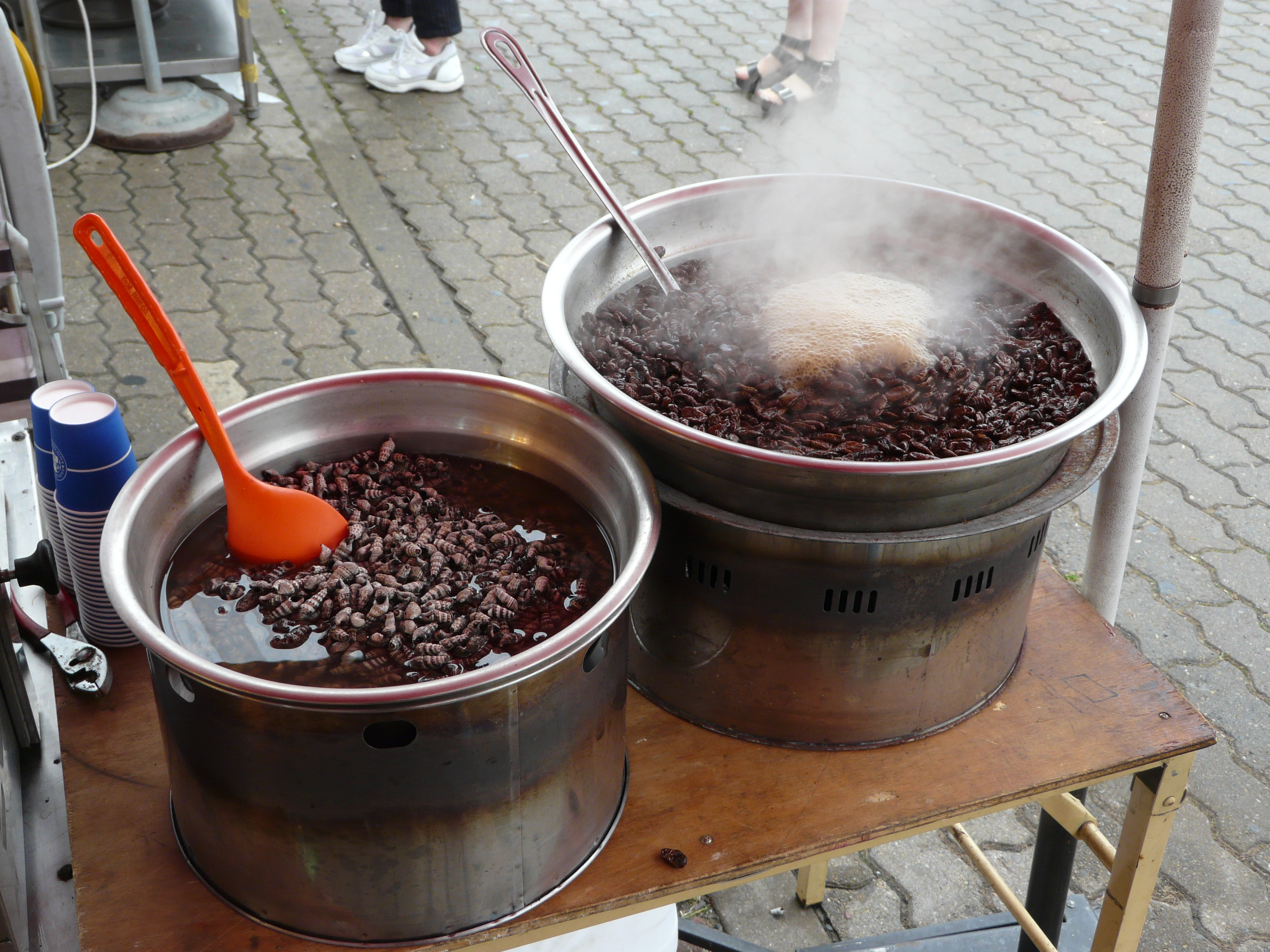
Beondegi proposés par un vendeur de rue.
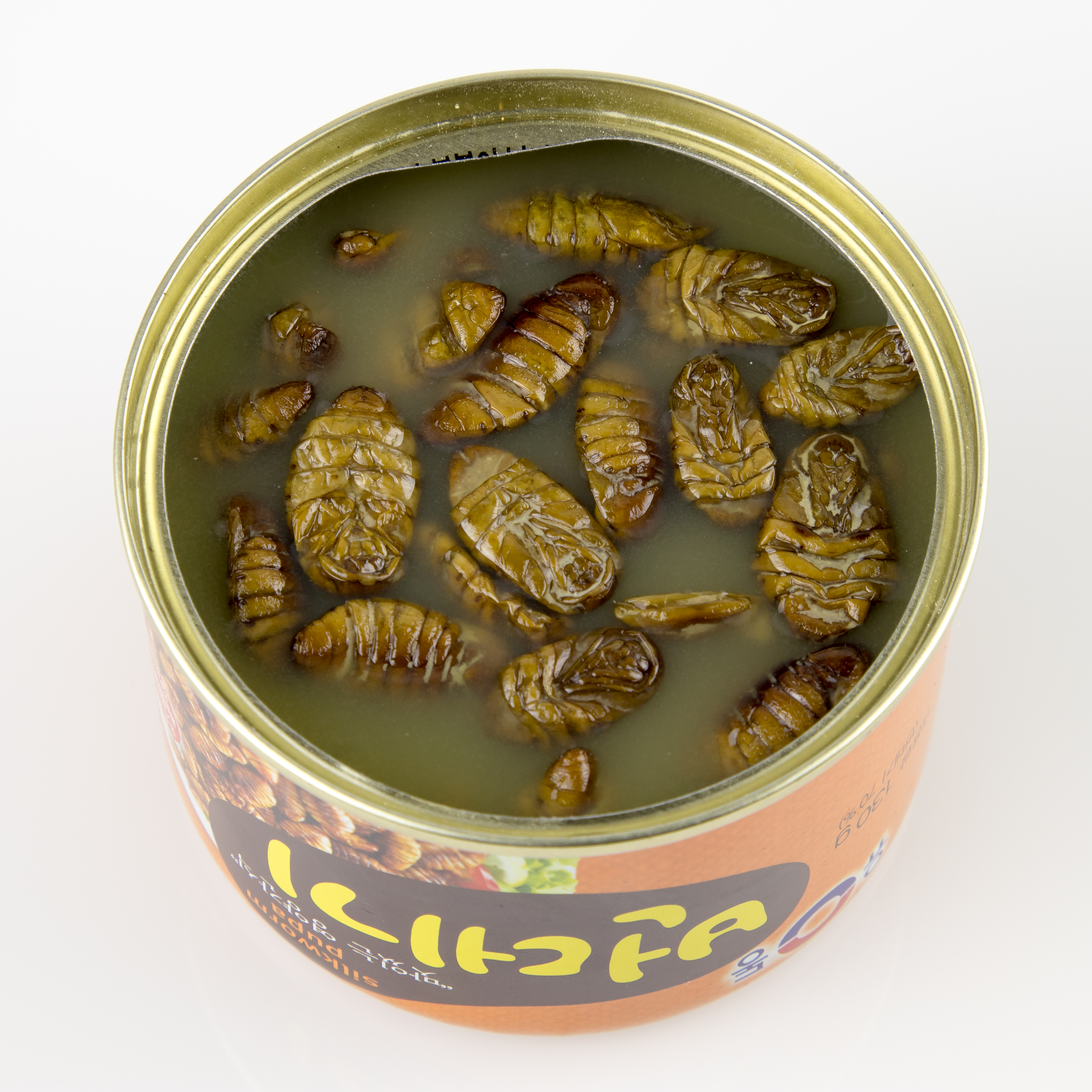
Beondegi en conserve.